# Ranz (automobile)
Ranz (chinois : 朗世 ; pinyin : Lǎngshì) est une marque automobile appartenant à la coentreprise sino-japonaise FAW Toyota. Elle a été lancée en avril 2013 et est spécialisée dans les voitures électriques.

## Histoire
La marque Ranz a été dévoilée en mars 2013.
La première concept-car de la marque, la Ranz EV, a été dévoilé au public au Salon de l'auto de Shanghai en avril 2013 : elle est calquée sur la Toyota Corolla et a une vitesse maximale de 120 km/h. La Ranz EV destinée au marché chinois a été lancée au salon de l'automobile de Guangzhou en novembre 2014.